# Andrei Okounkov
Andrei Okounkov (oroszul: Андрей Ю́рьевич Окуньков, Andrej Jurjevics Okunykov) (Moszkva, 1969, június 26. –) orosz származású amerikai matematikus.
Reprezentációelmélettel, annak algebrai geometriára, matematikai fizikára, valószínűségszámításra és speciális függvényekre való alkalmazásaival foglalkozik.
A végtelen szimmetrikus csoportok reprezentáció-elméletével, a sík partícióinak statisztikájával, a projektív sík pontjai Hilbert-sémájának kvantum-kohomológiájával foglalkozik. A Hilbert sémákról szóló munkája nagyrészt Rahul Pandharipandeval közös.
A Moszkvai Állami Egyetemen Alekszandr Alekszandrovics Kirillov vezetésével 1995-ben doktorált. A Princetoni Egyetem professzora 2002 óta, korábban Berkeleyben, a Kaliforniai Egyetem adjunktusa volt.

## Díjai
- Az European Mathematical Society díja (2004)
- Fields-érem (2006)